# Острув (Ґарволінський повіт)
Острув (пол. Ostrów) — село в Польщі, у гміні Мацейовиці Ґарволінського повіту Мазовецького воєводства.
Населення — 141 особа (2011).
У 1975-1998 роках село належало до Седлецького воєводства.

## Демографія
Демографічна структура станом на 31 березня 2011 року:
|          | Загалом | Допрацездатний вік | Працездатний вік | Постпрацездатний вік |
| -------- | ------- | ------------------ | ---------------- | -------------------- |
| Чоловіки | 72      | 10                 | 50               | 12                   |
| Жінки    | 69      | 13                 | 39               | 17                   |
| Разом    | 141     | 23                 | 89               | 29                   |